# جون غوردون (عازف جاز)
جون غوردون (بالإنجليزية: Jon Gordon)‏ هو عازف جاز أمريكي، ولد في 23 ديسمبر 1966 في نيويورك في الولايات المتحدة.

## وصلات خارجية
- جون غوردون على موقع IMDb (الإنجليزية)
- جون غوردون على موقع ميوزك برينز (الإنجليزية)
- جون غوردون على موقع أول ميوزيك (الإنجليزية)
- جون غوردون على موقع ديسكوغز (الإنجليزية)